# Успение Богородично (Хасково)
 Тази статия е за църквата в Узунджово.  За други значения вижте Успение Богородично (пояснение).  
„Успение на Пресвета Богородица“ е православна църква в град Хасково, България.

## История
Това е най-старата църква в града. Хасковлии полагат много усилия, за да получат разрешението за строеж на църквата по време на Османското владичество. Построена е от брациговския костурски майстор Щерю Арнаут. Освещаването се е състои на Голяма Богородица, 15 август 1837 година.

## Описание
По неизвестни причини църквата е ориентирана почти напълно на югоизток-северозапад. В стилно отношение тя представлява корабна базилика с 2-скатен покрив без кубета. Вътре има 3 олтарни апсиди. Иконостасът е дело на Дебърската школа и е с богата дърворезба. От стенописите най-забележителен е образът на Христос Вседържител, изрисуван в средата на свода в огромни размери.
- Камбанарията на храма
- Кръщелно на Аспарух Лешников, издадено от отец Стоян Тороманов от храма, 1897 г.